# Mondo Disco
Mondo Disco (Discworld) è una serie di romanzi fantasy umoristici scritti dall'autore britannico Terry Pratchett. Dalla serie sono state tratte trasposizioni cinematografiche e teatrali e un vasto merchandising. 

## Storia editoriale
La serie esordì nel 1983 con il romanzo Il colore della magia; da allora sono stati scritti altri romanzi e racconti; fino al 2015 sono stati pubblicati in inglese 40 romanzi, l'ultimo dei quali, Raising Steam, nel 2013, cinque dei quali per bambini o per ragazzi, e sei racconti; in italiano sono stati tradotti 20 romanzi, pubblicati dagli editori TEA, Salani e Mondadori. L'ultimo capitolo del Mondo Disco si intitola The Shepherd's Crown, ed è stato pubblicato postumo nel settembre 2015.

### Elenco delle opere
Ogni libro può essere letto a sé, e l'ordine di lettura non è forzatamente quello di pubblicazione, anche se ogni sottociclo segue il proprio arco narrativo e vi sono collegamenti più o meno forti tra i vari libri. Alcuni personaggi fanno dei camei in libri di altri cicli, senza svolgere ruoli importanti. I libri seguono vagamente il tempo reale, e i personaggi invecchiano rispecchiando il passare degli anni. Molti libri hanno delle storie a sé, ma sono fortemente collegati ad alcuni cicli principali. Molti personaggi, come il bibliotecario, Lord Vetinari e gli Elfi, svolgono ruoli importanti in varie storie senza tuttavia avere un ciclo a sé.

#### Romanzi
| #  | Data | Trad. | Titolo                                          | Titolo originale                             | Ciclo                      |
| -- | ---- | ----- | ----------------------------------------------- | -------------------------------------------- | -------------------------- |
| 1  | 1983 | 1989  | Il colore della magia                           | The Colour of Magic                          | Scuotivento                |
| 2  | 1986 | 1991  | La luce fantastica                              | The Light Fantastic                          | Scuotivento                |
| 3  | 1987 | 1991  | L'arte della magia                              | Equal Rites                                  | Streghe                    |
| 4  | 1987 | 1992  | Morty l'apprendista                             | Mort                                         | Morte                      |
| 5  | 1988 | 1992  | Stregoneria                                     | Sourcery                                     | Scuotivento                |
| 6  | 1988 | 1992  | Sorellanza stregonesca                          | Wyrd Sisters                                 | Streghe                    |
| 7  | 1989 | 1994  | Maledette piramidi                              | Pyramids                                     | Altro                      |
| 8  | 1989 | 2002  | A me le guardie!                                | Guards! Guards!                              | Guardia                    |
| 9  | 1990 | 2006  | Eric                                            | Faust Eric                                   | Scuotivento                |
| 10 | 1990 | 2007  | Stelle cadenti                                  | Moving Pictures                              | Altro                      |
| 11 | 1991 | 2008  | Il tristo mietitore                             | Reaper Man                                   | Morte                      |
| 12 | 1991 | 2009  | Streghe all'estero                              | Witches Abroad                               | Streghe                    |
| 13 | 1992 | 2011  | Tartarughe divine                               | Small Gods                                   | Altro                      |
| 14 | 1992 | 2012  | Streghe di una notte di mezza estate            | Lords and Ladies                             | Streghe                    |
| 15 | 1993 | 2003  | Uomini d'arme                                   | Men at Arms                                  | Guardia                    |
| 16 | 1994 | 2013  | All'anima della musica!                         | Soul Music                                   | Morte                      |
| 17 | 1994 | 2021  | Tempi interessanti                              | Interesting Times                            | Scuotivento                |
| 18 | 1995 | 2023  | Streghe all'Opera                               | Maskerade                                    | Streghe                    |
| 19 | 1996 | 2005  | Piedi d'argilla                                 | Feet of Clay                                 | Guardia                    |
| 20 | 1996 | 2023  | La notte di Babbo Maiale                        | Hogfather                                    | Morte                      |
| 21 | 1997 | 2024  | Alla carica!                                    | Jingo                                        | Guardia                    |
| 22 | 1998 |       |                                                 | The Last Continent                           | Scuotivento                |
| 23 | 1998 |       |                                                 | Carpe Jugulum                                | Streghe                    |
| 24 | 1999 |       |                                                 | The Fifth Elephant                           | Guardia                    |
| 25 | 2000 |       |                                                 | The Truth                                    | Altro                      |
| 26 | 2001 |       |                                                 | Thief of Time                                | Morte                      |
| 27 | 2001 |       |                                                 | The Last Hero                                | Scuotivento                |
| 28 | 2001 | 2003  | Il prodigioso Maurice e i suoi geniali roditori | The Amazing Maurice and his Educated Rodents | Altro                      |
| 29 | 2002 |       |                                                 | Night Watch                                  | Guardia                    |
| 30 | 2003 | 2004  | L'intrepida Tiffany e i Piccoli Uomini Liberi   | The Wee Free Men                             | Tiffany                    |
| 31 | 2003 |       |                                                 | Monstrous Regiment                           | Altro                      |
| 32 | 2004 | 2005  | Un cappello pieno di stelle                     | A Hat Full of Sky                            | Tiffany                    |
| 33 | 2004 |       |                                                 | Going Postal                                 | Moist von Lipwig           |
| 34 | 2005 |       |                                                 | Thud!                                        | Guardia                    |
| 35 | 2006 | 2008  | La corona di ghiaccio                           | Wintersmith                                  | Tiffany                    |
| 36 | 2007 |       |                                                 | Making Money                                 | Moist von Lipwig           |
| 37 | 2009 |       |                                                 | Unseen Academicals                           | altro                      |
| 38 | 2010 |       |                                                 | I Shall Wear Midnight                        | Tiffany                    |
| 39 | 2011 |       |                                                 | Snuff                                        | Guardia                    |
| 40 | 2013 |       |                                                 | Raising Steam                                | Moist von Lipwig, Guardia, |
| 41 | 2015 |       |                                                 | The Shepherd's Crown                         | Tiffany                    |

Libri annunciati
In alcune occasioni Terry Pratchett diede indicazioni su libri del Mondo Disco che aveva intenzione di scrivere.
- Raising Steam, annunciato via Twitter[4]; inizialmente si pensava fosse titolato Raising Taxes, ma Pratchett ha smentito.
- Scouting for Trolls, il cui titolo sarebbe una parodia di Scautismo per ragazzi (Scouting for Boys).[5][6][7][8]

#### Racconti
Pratchett ha ambientato nel Mondo Disco cinque racconti. Inoltre Morte compare nel racconto Turntables of the Night (1989), ambientato nel Regno Unito; il racconto è disponibile in rete
- Il ponte dei troll (Troll Bridge), comparso in Sulle orme del re[10] (After The King: Stories in honour of J. R. R. Tolkien, 1992) e disponibile in inglese in rete.[11]
- Theatre of Cruelty (1993), disponibile in rete (con traduzione amatoriale in italiano)[12]
- The Sea and Little Fishes, comparso in Legends (1998), antologia di racconti ambientati in popolari cicli fantasy
- Death and What Comes Next (2002), disponibile in rete (con traduzione amatoriale in italiano)[12]
- A Collegiate Casting-Out of Devilish Devices (2005), disponibile in rete[13]

Il libro Once More* With Footnotes raccoglie molte delle opere brevi di Pratchett riguardanti il Mondo Disco, compreso l'inno di Ankh-Morkpork, e contiene quattro dei suddetti racconti.

## Ambientazione
Le storie del Mondo Disco sono ambientate in un mondo immaginario a forma di disco, sorretto da quattro elefanti che poggiano su una gigantesca tartaruga di nome A'Tuin che vaga nello spazio.

### A'Tuin
(Incipit de Il colore della magia)
A'Tuin, la Grande Tartaruga, è l'enorme testuggine su cui è fondato il Mondo Disco. Ne Il colore della magia viene detto che la Grande Tartaruga non era che una semplice ipotesi fin quando il piccolo e remoto regno di Krull, le cui montagne piene di crepacci si proiettano sopra il Bordo, non piantò una piattaforma e una carrucola sulla cima della rupe più scoscesa e calò oltre il Bordo, in un veicolo di ottone con i finestrini di quarzo, degli osservatori per scrutare attraverso i veli della foschia. I primi astrozoologi, tirati su da mastodontiche squadre di schiavi, furono così in grado di riportare molte informazioni sulla forma e la natura di A'Tuin e sugli elefanti.

### Ankh-Morpork
(La luce fantastica)
(Stelle cadenti)
(Maledette piramidi)
(Morty l'apprendista)
La grande città di Ankh-Morpork è il luogo in cui si svolgono le vicende di vari libri ambientati nel Mondo Disco, principalmente quelli dei cicli della Guardia e di Moist von Lipwig. Quasi in ogni libro la città è nominata da uno dei personaggi oppure essi vi fanno tappa. Ankh-Morpork non è solo un’ambientazione ma, per via dell'accurata descrizione fatta da Pratchett via via nei vari romanzi del Mondo Disco, è quasi un personaggio vivo.
Ankh-Morpork nasce dall'unione tra due città che sorgono sulle sponde del fiume Ankh. Da una parte c’è l’omonima Ankh, una città ricca e per bene, mentre dall'altra c’è Morpork, città dal grande degrado. Il fiume Ankh è composto da liquami semi-solidi, in cui un cadavere impiega ore ad affondare, tanto che Pratchett afferma:
(L'arte della magia)
L’animale simbolo di Ankh-Morpork è l’ippopotamo. Secondo una leggenda, se mai la città si trovasse in pericolo, l’ottavo ippopotamo di pietra a guardia del Brass Bridge prenderà vita e fuggirà via. Secondo un'altra leggenda, durante un antico diluvio un’arca portò in salvo due esemplari di ciascuna razza animale. Dopo quaranta giorni, l’arca fece sosta per scaricare gli escrementi accumulati da tutti gli animali, e quel luogo venne chiamato Ankh-Morpork. Nonostante le umili origini, da quel momento la città cresce fino a diventare la più grande metropoli del Discworld, ma non lo fa con la forza militare e la conquista, bensì sfruttando la sua posizione strategica sulle principali rotte commerciali.
Lord Havelock Vetinari è il machiavellico tiranno della città.
In città hanno sede La Guardia Cittadina, corpo di polizia locale, l'Università Invisibile, dove viene studiata la magia, la Gilda degli Assassini, la Gilda degli Alchimisti (inconfondibile perché i suoi membri non hanno le sopracciglia a causa delle continue esplosioni) a quella degli avvocati (presieduta da uno zombi, ma composta per lo più da vampiri). Nei romanzi Pratchett descrive il sistema politico della città come affidato a un sistema di gilde corporative con a capo un tiranno illuminato (Lord Vetinari) che ha trasformato la corruzione in legge, regolando tutte le attività criminali. Questo sistema garantisce ordine alla città e le permette di intraprendere un inarrestabile processo di modernizzazione assistendo alla nascita di un corpo di polizia multietnico (Uomini d'arme), all'industria cinematografica (Stelle cadenti), dell’industria musicale (All'anima della musica!), di un sistema di semafori paragonabile al telegrafo (The Fifth Elephant), del primo quotidiano (The Truth), un ufficio postale moderno (Going Postal), il denaro di carta (Making Money) ed il treno (Raising Steam).

## Cicli narrativi
Quasi tutti i romanzi del Mondo Disco presentano diverse linee narrative che si intrecciano e non sono divisi in capitoli. Fanno eccezione Il colore della magia e Maledette piramidi, divisi in "libri", e Going Postal e Making Money, scritti in stile ottocentesco con un sommario all'inizio di ogni capitolo, un prologo e un epilogo.
Anche se ogni libro è indipendente dagli altri, sono tutti ambientati nello stesso mondo immaginario e seguono un preciso ordine temporale. I personaggi di un libro possono comparire anche in libri successivi, e alcuni cicli narrativi descrivono le vicende degli stessi protagonisti.

### Scuotivento
Scuotivento è il primo personaggio principale presentato nel Mondo Disco. È un mago incapace che viene catapultato contro la propria volontà in avventure che lo portano da un capo all'altro del Disco. Le storie che lo vedono protagonista ampliano la geografia del Mondo Disco, guidando il lettore in località nuove ed esotiche. Scuotivento, nonostante sia un mago non riesce a compiere quasi nessun incantesimo, venendo considerato un incapace. Più avanti nella storia, si scoprirà che Scuotivento ha imparato, senza accorgersene uno dei cinque incantesimi supremi di Mondo Disco. Quando le parole degli incantesimi minori entrano nella sua testa, scappano via alla vista delle parole dell'incantesimo supremo.
Altri personaggi che compaiono nello stesso arco narrativo sono Duefiori, un ingenuo turista proveniente dall'Impero Agateo (l'equivalente della Cina), il Bagaglio, un baule da viaggio semi-senziente e incredibilmente brutale, e Cohen il barbaro, un vecchio eroe a disagio nel mondo moderno. Quest'ultimo compare anche nella storia breve Il ponte dei troll.

### Le streghe
Nel Mondo Disco le streghe non sono malvagie, anzi svolgono solitamente il ruolo di erboriste o di giudici per le controversie del paese. Preferiscono non fare uso della magia, ritenendo che la psicologia (o, come dice Nonnina Weatherwax, testologia / "menteollogia") possa essere spesso molto più efficace.
La strega principale nel ciclo è Nonnina Weatherwax, una vecchia acida e taciturna del paese di Lancre, che disprezza la gente ma svolge il proprio ruolo di guaritrice e protettrice perché nessun altro potrebbe svolgere il compito bene quanto lei. La sua più cara amica è Tata Ogg, una strega allegra e piacevole che apprezza una fumata e una pinta di birra. Le due prendono come apprendiste prima Magrat Garlick, poi Agnes Nitt, quindi Tiffany Aching; col tempo queste maturano diventando streghe o, nel caso di Magrat, regina di Lancre. Altri personaggi della serie sono re Verence II di Lancre, ex-buffone, Jason Ogg, primogenito di Tata Ogg e fabbro del paese, Shawn Ogg, ultimogenito di Tata Ogg e unico membro dell'esercito del paese, e Greebo, il feroce gatto di tata Ogg.
Le storie sulle streghe prendono molti elementi dal folklore e dalle fiabe e spesso sono parodie di opere di letteratura (come il Macbeth di Shakespeare).

### Morte
La Morte appare come personaggio fittizio e ricorrente nella serie. Ha l'aspetto di uno scheletro con la falce vestito con un mantello nero; per i re, invece della falce, utilizza la spada. Appare in ogni libro della serie, a parte L'intrepida Tiffany e i Piccoli Uomini Liberi. La sua personalità va oltre il suo mero compito, tanto che alcuni dei libri lo vedono come protagonista. In inglese, il pronome riferito alla Morte è "he" (egli) e quindi il personaggio viene considerato di genere maschile, ossia come il Tristo Mietitore. Questo risulta più chiaro in alcuni libri della serie, come Il tristo mietitore. Morte cavalca un cavallo vivo chiamato Binky e può essere evocato tramite il rituale di AshkEnte. La Morte non è invisibile; tuttavia la maggior parte delle persone si rifiuta semplicemente di riconoscerla per ciò che è, a meno che non insista, oppure che la persona stia appunto per morire. In particolare i maghi e le streghe possono vederla e parlare con lui. Non si limita solo a presentarsi agli esseri umani, ma anche alle altre specie senzienti e no del Disco. L'unica eccezione (dopo Il triste mietitore) è per i topi, che hanno una loro Morte specifica. Morte in persona è l'unica incaricata, ufficialmente, a reclamare la morte di un mago. Una particolarità che rende riconoscibili i dialoghi della Morte è che parla in maiuscoletto. Il personaggio viene caratterizzato come efficiente, non crudele, e vede il suo lavoro come un servizio pubblico necessario. Il suo compito non è quello di uccidere, ma di raccogliere le anime. Morte è incuriosito dagli esseri umani e dalla loro cultura, e ha tentato di imitarli adottando una figlia (Ysabell) e costruendo una casa, ma senza le emozioni e le necessità biologiche che motivano l'uomo, non è in grado veramente capire perché gli esseri umani fanno le cose che fanno, e così la sua imitazione dell'uomo ha spesso difetti fondamentali. Morte è appassionato di gatti, che lo possono vedere in ogni momento. Gli piace anche il curry.

### La Guardia
La Guardia Notturna (in seguito Guardia Cittadina) di Ankh-Morpork è il corpo di polizia della città. Inizialmente costituita da tre persone, libro dopo libro la Guardia acquisisce nuove reclute tra le "minoranze etniche" (quali nani, troll e non-morti), fino a diventare un corpo di polizia efficiente e attrezzato. Le storie hanno un impianto poliziesco e spesso mostrano lo scontro tra il mondo fantasy tradizionale e la civiltà cittadina.
Capeggiati da Samuel Vimes, un antieroe cinico, stanco e dipendente dall'alcool che si trova sbalzato nell'azione, i personaggi principali tra le Guardie sono il ladruncolo Nobby, il pigro Sergente Fred Colon, il supposto erede al trono Carota, il lupo mannaro femmina Angua, il troll Detritus e il nano Felice/Felicia Culetto (medico legale, alchimista, nonché primo nano femmina a rivelarsi pubblicamente come tale). Altri personaggi collegati alla Guardia sono Lady Sybil Vimes nata Ramkin, moglie di Samuel Vimes, e Lord Vetinari, machiavellico e (più o meno) benevolo tiranno della città.

### Tiffany
Tiffany Aching è una giovane apprendista strega ed è protagonista di una serie di libri per ragazzi. Le sue storie hanno dei parallelismi con le missioni degli eroi mitologici, ma sono anche dei romanzi di formazione. Tiffany ha come aiutanti i Nac Mac Feegle, una banda di folletti rumorosi e ubriaconi, e nelle sue storie compaiono altre streghe, tra cui Nonnina Weatherwax e Tata Ogg.

### Moist von Lipwig
Moist von Lipwig è un truffatore professionista condannato a morte, a cui il tiranno di Ankh-Morpork offre una "seconda possibilità", ritenendo che i suoi molteplici talenti possano essere utili allo sviluppo della città. Moist viene quindi messo a capo prima dell'ufficio postale e poi della zecca. Tra i comprimari delle sue storie ci sono il succitato Patrizio (Lord Vetinari), Adora Belle Dearheart (un'acida fumatrice incallita, fidanzata di Moist), e Stanley (giovane dal comportamento autistico, nonché primo collezionista di francobolli nella storia del Mondo Disco).
I libri con protagonista Moist von Lipwig sono strutturati in maniera diversa dagli altri: presentano un prologo e un epilogo, e sono suddivisi in capitoli; inoltre il contenuto di ogni capitolo viene anticipato da un sommario.

## Personaggi
Nei libri ci sono una moltitudine di personaggi, molti dei quali ricompaiono anche in diversi cicli narrativi

### Personaggi principali
Carota
Carota Fabbroferraio (Carrot Ironfoundersson) è il supposto pretendente al trono di Ankh-Morpork. Umano cresciuto dai nani, è alto più di due metri ed è la prima persona ad entrare volontariamente nella Guardia di Ankh-Morpork, in A me le guardie!.
Moist von Lipwig
Moist von Lipwig è un truffatore professionista originario di Überwald, dalla convincente parlantina e dai tratti fisici poco caratteristici, protagonista di due romanzi del Mondo Disco. In Going Postal, catturato ad Ankh-Morpork sotto il nome di Albert Spangler, viene condannato all'impiccagione. Lord Vetinari, interessato a sfruttare per la città le capacità di Moist, fa sì che questi sopravviva. Moist viene incaricato con successo di rimettere in sesto prima l'ufficio postale e poi la zecca. Nel portare a termine questi compiti inventa i francobolli e la carta moneta.
Nonnina Weatherwax
Esmeralda Weatherwax è una delle due streghe anziane del paese di Lancre, e rispecchia lo stereotipo della vecchia nel mito della dea triplice. È una delle streghe più potenti di tutti i tempi, anche se preferisce limitarsi alla psicologia (o testologia). La sua reputazione è nota anche ai troll e ai nani, che la chiamano rispettivamente Aaoograha hoa, "She Who Must Be Avoided" (Colei che dev'essere evitata), e K'ez'rek d'b'duz, "Go Around the Other Side of the Mountain" (Fai il giro dall'altro lato della montagna). Fa la sua prima apparizione in L'arte della magia.
Samuel Vimes
Samuel Vimes è il capo della Guardia di Ankh-Morpork e all'inizio di A me le guardie! costituisce la Guardia Notturna insieme a Fred Colon e Nobby. Esteriormente cinico ma profondamente idealista e di temperamento estremamente ruvido, Samuel Vimes è il discendente del comandante della Guardia che decapitò l'ultimo re della città, il sadico tiranno Lorenzo il Gentile. In Uomini d'arme si sposa con Lady Sybil Deidre Olgivanna Ramkin, duchessa di Ankh, imponente nobildonna dedita all'allevamento di draghi di palude apparsa per la prima volta in A me le guardie!. In Night Watch i due hanno un figlio, il giovane Sam. Il suo titolo attuale, in seguito al matrimonio con Lady Ramkin e a varie promozioni, è: Sua Grazia Sir Samuel Vimes, duca di Ankh e comandante della Guardia.
Scuotivento
Scuotivento è un mago fallito, protagonista di un ciclo di libri e in particolare del primo libro, Il colore della magia. Nonostante i suoi sforzi, continua a trovarsi in mezzo ai guai e fa della fuga un'arte, sostenendo che l'importante non è stabilire "verso dove" ma "da dove" si fugge. La sua incapacità a compiere della magia viene motivata dall'avere imparato per errore uno degli incantesimi più potenti del Mondo Disco: gli incantesimi più deboli fuggono terrorizzati dalla mente di Scuotivento per non doverla condividere con esso.
Tiffany
Tiffany Aching è una giovane strega che abita nel Gesso, protagonista di quattro romanzi. Nel corso delle storie la sua età cresce dai 9 ai 14 anni. Fa la sua prima apparizione in L'intrepida Tiffany e i Piccoli Uomini Liberi.

### Personaggi secondari
- Alberto Malich (o Albert) è il maggiordomo di Morte. Un tempo grande mago, fondatore dell'Università Invisibile, vive ora nel regno di Morte, dove il tempo non scorre. Fa la sua prima apparizione in Morty l'apprendista.
- Angua (Delphine Angua von Überwald), figlia dei baroni di Überwald e licantropo, è un membro della Guardia di Ankh-Morpork. Entra nella Guardia in Uomini d'arme, rappresentandovi la minoranza etnica dei licantropi. Quando è in forma umana, Angua è strettamente vegetariana.
- Il Bagaglio è una cassa senziente e aggressiva dotata di gambe. Inizialmente è di proprietà di Duefiori, il quale la cede poi a Scuotivento. È fatta di legno di pero sapiente, un raro albero magico e impervio alla magia. Agisce sia come bagaglio che come guardia del corpo. Fa la sua prima apparizione in Il colore della magia e compare in tutti i libri del ciclo di Scuotivento, seguendo il proprio padrone (eccetto in Tempi interessanti) e senza farsi limitare da distanze di spazio, tempo o dimensione.
- Il bibliotecario dell'Università Invisibile è un mago umano, trasformato in orango in La luce fantastica. Essendo diventato più forte e avendo ottenuto un altro paio di mani prensili, non ha alcun desiderio di tornare umano. Si esprime solo con "ook" e "eek", riuscendo spesso a farsi capire, e odia essere scambiato per una "scimmia".
- Cohen il barbaro, parodia di Conan il barbaro, è un famoso eroe del Mondo Disco, ormai invecchiato, acciaccato e sdentato, ma non meno pronto a lanciarsi nell'azione. In Tempi interessanti, parodia anche l'Orda d'Oro di Gengis Khan, raggruppando altri anziani eroi nella Silver Horde (Orda d'Argento) di Ghenghiz Cohen. Fa la sua prima apparizione nel libro La luce fantastica ed è l'eroe più famoso del Mondo Disco, tanto che le sue gesta sono raccontate ai bambini già da molte generazioni. Ormai vecchio, ha assunto un aspetto apparentente debole, senza un occhio, magro, totalmente calvo, con un'artrite galoppante ed un corpo coperto di vene varicose e cicatrici, e per finire soffre di dolorosi blocchi alla schiena. Nonostante ciò, quello che colpisce di più nel suo aspetto è il suo sorriso: i denti originali sono stati sostituiti con quelli dei troll, fatti di diamanti. Nel libro Interesting Times (del 1995, non tradotto in italiano), divenne l'imperatore dell'impero agateo. Sono probabili i riferimenti sia a Gengis Khan e alla sua Orda d'Oro alla conquista della Cina (si conosce solo in questo libro che il suo primo nome è Gengis), sia a Conan il barbaro, divenuto re di Aquilonia. Abbandona l'impero in The last hero, dove in seguito ad alcune vicissitudini fa perdere le proprie tracce: non si conosce la sua situazione attuale.
- Detritus è un troll della Guardia di Ankh-Morpork. Inizialmente ingaggiato come buttafuori o guardia del corpo, si innamora di Ruby in Stelle cadenti e viene spinto da lei ad entrare nella Guardia in Uomini d'arme. Considerato uno dei troll più stupidi del Mondo Disco, diventa più intelligente indossando un elmo raffreddante costruito dal nano Cuddy. Fa la sua prima apparizione in A me le guardie!.
- Claude Maximillian Overton Transpire Dibbler, meglio noto come Dibbler Mi-Voglio-Rovinare (Cut-Me-Own-Throat) o Rovina Dibbler, è un piccolo e disonesto imprenditore di Ankh-Morpork. Descritto la prima volta come "fornitore di qualsiasi articolo si potesse vendere in tutta fretta per una strada affollata con la garanzia di essere caduto da un carro tirato da buoi", solitamente vende degli equivalenti degli hot-dog, ma è pronto a lanciarsi in qualunque impresa in cui veda l'opportunità di un guadagno. Fa la sua prima apparizione in A me le guardie!.

Secondo Scuotivento, esistono ovunque degli equivalenti di Dibbler; questa teoria viene sostenuta ironicamente in termini di risonanza morfica e evoluzione parallela. Alcuni di questi equivalenti sono: "Disembowel-Meself-Honourably" Dibhala, "Fair Go" Dibbler, "Cut-Me-Own-Hand-Off" Dhblah, "May-I-Never-Achieve-Enlightenment" Dhiblang, "May-I-Be-Kicked-In-My-Own-Ice-Hole" Dibooki, "Swallow-Me-Own-Blowdart" Dhlang-Dhlang e "Point-Me-Own-Bone" Dibjla.
- Duefiori è un cittadino dell'Impero Agateo che lavora come assicuratore. In Il colore della magia e La luce fantastica giunge ad Ankh-Morpork come turista e sceglie Scuotivento come guida. Al suo ritorno in patria scrive un diario di viaggio, scatenando involontariamente nell'Impero Agateo la rivolta popolare descritta in Tempi interessanti.
- Fred Colon (Frederick Colon) è un grasso e pigro sergente della Guardia di Ankh-Morpork. Spesso affiancato dal caporale Nobby, è uno dei tre membri "originari" della Guardia in A me le guardie!.
- Gaspode è un cane parlante con intelligenza umana. Apparso per la prima volta in Stelle cadenti, perde queste caratteristiche alla fine del libro, per riacquistarle in Uomini d'arme. Essendo gli uomini convinti che un cane non possa parlare, solitamente gli uomini interpretano le parole di Gaspode come messaggi subliminali oppure li attribuiscono ad altre persone.
- Greebo è il feroce gatto di Tata Ogg. Nelle storie ha perfino ucciso due vampiri. L'unica a ritenerlo un dolce affettuoso micino è Tata Ogg. In Streghe all'estero e in Maskerade viene trasformato per qualche tempo in un umano. Fa la sua prima apparizione in Sorellanza stregonesca.
- Hex è il più potente computer del Mondo Disco e si trova all'Università Invisibile. Fa la sua prima apparizione in All'anima della musica! e si evolve nell'arco delle storie. Le sue componenti e i suoi messaggi di errore parodiano i moderni computer, sistemi operativi e software.
- Lady Ramkin (Lady Sybil Deidre Olgivanna Ramkin), duchessa di Ankh, è un'imponente nobildonna dedita all'allevamento di draghi di palude. Appare per la prima volta in A me le guardie!; nel libro successivo Uomini d'arme sposa Samuel Vimes. Night Watch i due hanno un figlio, il giovane Sam.
- Leonardo da Quirm è una parodia di Leonardo da Vinci nella concezione popolare. Genio inarrestabile originario di Quirm, giunto ad Ankh-Morpork viene scacciato da ogni Gilda per aver portato a termine compiti impossibili o per avere corretto le domande durante gli esami. Nelle storie è "ospite" di Lord Vetinari.
- Lord Vetinari (Lord Havelock Vetinari), Patrizio di Ankh-Morpork, è il machiavellico tiranno della città. Si considera cattivo poiché il suo interesse non è volto alle persone, ma al funzionamento della città ("Un giorno si suonano le campane e si abbatte il malefico tiranno e il giorno dopo si ritrovano seduti in cerchio a lamentarsi del fatto che da quando il tiranno è stato ribaltato non c'è nessuno che porta via la spazzatura"). Si deve a lui l'istituzione della Gilda degli Assassini ad Ankh-Morpork.
- Lu-Tze è uno degli "History Monks", un gruppo di monaci incaricati di vegliare sulla storia. Questi assolvono al loro compito in due modi: da un lato il loro monastero contiene 20.000 volumi in pelle di tre metri l'uno, che registrano tutti gli avvenimenti di rilevanza storica mentre avvengono; dall'altro dirigono e controllano il corso del tempo, quasi come un servizio pubblico. Qualora il flusso del tempo venga disturbato (ad esempio se una persona viene mandata indietro nel tempo) mandano "sul campo" i loro agenti per rimediare ai danni. Quello tra loro che è apparso più volte è appunto Lu-Tze, ufficialmente lo spazzino del monastero ma che di fatto ricopre una delle cariche più importanti. Fa la sua prima apparizione in Tartarughe divine, dove cambia deliberatamente il corso della storia sostituendo ad un secolo di guerra un secolo di pace.
- Magrat Garlick è la regina di Lancre, in realtà si doveva chiamare Margaret, ma a causa di un errore ortografico è stata battezzata Magrat. Prima di sposare re Verence è stata un membro della congrega delle streghe di lancre insieme a Nonnina Weatherwax e Tata Ogg. Magrat si fidanza con Verence II; in Streghe di una notte di mezza estate i due si sposano e in Carpe Jugulum hanno una figlia, Esmeralda Margaret Note Spelling (Esmeralda Margaret Scrivilo Bene).
- Mustrum Ridcully, noto anche come Ridcully il Bruno (parodia di Radagast il Bruno), è l'attuale arcicancelliere dell'Università Invisibile. Fa la sua prima apparizione in Stelle cadenti. Viene eletto arcicancelliere dagli altri maghi, che sperano in un tipo allegro e bonaccione. Deludendo le aspettative, si rivela essere un mago pratico e cocciuto, dedito alla caccia. A differenza dei propri predecessori, Ridcully si dimostra tanto resistente ai tentativi di omicidio (l'unica via per la promozione presso i maghi) da abituare gli altri maghi alla propria presenza.
- Cecil Wormsborough St. John Nobbs, detto Nobby, è un piccolo ladruncolo, caporale della Guardia di Ankh-Morpork. Spesso affiancato da Fred Colon, è uno dei tre membri della Guardia in A me le guardie!. Ha un foglio firmato dal Patrizio che lo certifica umano, contro ogni apparenza.
Si sa molto poco di quel che faceva prima di entrare nella Guardia. C'è un accenno in A me le guardie! nel quale si dice che fosse nell'esercito e che dopo essersi imboscato ripuliva dei loro averi e stivali i caduti in battaglia di ambo gli schieramenti. Per sfuggire alla giustizia si arruolò nella Guardia stringendo una forte amicizia con il sergente Colon.
Di lui si ricorda il suo aspetto che lo rendeva uno da evitare di guardare ed il suo "cimitero" di sigarette dietro l'orecchio destro. È uno dei personaggi più divertenti della storia, dopo la Morte.
- Otto von Chriek è un vampiro, fotografo del The Ankh-Morpork Times. Come altri vampiri, ha giurato di astenersi dal bere sangue umano, sostituendo quest'ossessione con un'altra, nel suo caso l'hobby per l'iconografia. Fa la sua prima apparizione in The Truth.
- Ponder Stibbons è un giovane mago che compare in Stelle cadenti come compagno di stanza del protagonista, Victor Tugelbend. Ponder è uno dei pochi maghi dell'Università Invisibile interessato a capire il funzionamento dell'universo. Il suo più grande risultato è la costruzione del computer Hex.
- Sam Vimes e Lady Ramkin: Samuel Vimes è il capo della Guardia di Ankh-Morpork e all'inizio di A me le guardie! costituisce l'intero organico della Guardia Notturna insieme a Fred Colon e Nobby. Cinico ma idealista, Samuel Vimes è il discendente del comandante della Guardia che decapitò l'ultimo re della città, il sadico tiranno Lorenzo il Gentile. In Uomini d'arme si sposa con Lady Sybil Deidre Olgivanna Ramkin, duchessa di Ankh, imponente nobildonna dedita all'allevamento di draghi di palude apparsa per la prima volta in A me le guardie!. In Night Watch i due hanno un figlio, il giovane Sam. Il suo titolo attuale, in seguito al matrimonio con Lady Ramkin e a varie promozioni, è: Sua Grazia Sir Samuel Vimes, duca di Ankh e comandante della Guardia.
- Bergholt Stuttley Johnson, detto Stupidissimo Johnson (in originale Bloody Stupid Johnson) è un inventore vissuto prima degli eventi narrati nei libri. In alcuni libri viene citato come ideatore e costruttore di improbabili oggetti, che gli hanno valso il soprannome "Stupidissimo". Tra questi il Colosso di Ankh-Morpork, alto un pollice, o una ruota in cui il pi greco vale 3.
- Susan Sto Helit è la figlia di Ysabel e Morty. Duchessa di Sto Lat. Nonostante sia solamente la nipote adottiva di Morte, ne eredita alcune capacità. Fa la sua prima apparizione in All'anima della musica!. Ha una mentalità logica e scettica; malgrado il suo rango, decide di praticare un lavoro. In la notte di Babbo Maiale è una bambinaia; in seguito un'insegnante.
- Il generale Tacticus è un leggendario soldato e condottiero del Mondo Disco vissuto molto prima degli eventi narrati nei libri. In vari romanzi vengono citati episodi del suo passato o citazioni dei suoi libri di strategia militare.
- Tata Ogg: Gytha Ogg è una delle due streghe anziane del paese di Lancre, e rispecchia lo stereotipo della madre nel mito della dea triplice. È matriarca della numerosa famiglia Ogg, con 15 figli e svariati nipoti e bisnipoti. A differenza di Nonnina Weatherwax, ama l'alcool, il fumo e il sesso, è amata dalla gente, con la quale riesce a socializzare in pochi minuti, e vive accudita dalle nuore in città, nel Tir Nani Ogg (un riferimento al Tír na nÓg della mitologia irlandese). Fa la sua prima apparizione in Sorellanza stregonesca.
- Verence II, re di Lancre, compare in Sorellanza stregonesca. Inizialmente buffone di corte, come il padre e il nonno, prima di re Verence I e poi del duca Felmet. Viene incoronato a causa della somiglianza ed evidente parentela con l'erede al trono, Tomjon, quando questi rifiuta di diventare re. Come osservano poi le streghe, in realtà Tomjon e Verence sono entrambi figli del vecchio buffone. Verence II si fidanza con Magrat; in Streghe di una notte di mezza estate i due si sposano e in Carpe Jugulum hanno una figlia, Esmeralda Margaret Note Spelling (Esmeralda Margaret Scrivilo Bene). Verence non si trova a proprio agio a compiere il "lavoro di re", ma fa del proprio meglio. Viene suggerito che i sudditi, nonostante lo amino, si troverebbero più a proprio agio con un despota.
- Ysabell e Morty: Ysabell è la figlia adottiva di Morte, salvata nel deserto dopo aver perso i genitori. Fa la sua prima apparizione in La luce fantastica. Mortimer, o Morty è l'apprendista di Morte in Morty l'apprendista, ma lascia l'impiego alla fine del libro. Successivamente Mortimer e Ysabell si sposano, diventano Duca e Duchessa di Sto Helit e hanno una figlia, Susan. Muoiono in un incidente prima degli eventi narrati in All'anima della musica!.

### Razze
La presenza nel Mondo Disco della magia, e la sua alta concentrazione in certe zone, ha dato vita a molte creature e razze. Ne spiccano alcune, comparse in più occasioni, basate sul fantasy tradizionale e sulle fiabe.
- Elfi: basati sul folklore europeo e non sul fantasy di Tolkien, sono creature prive di immaginazione o emozioni che vivono in un "universo parassita". Dotati di talenti ipnotici, rapiscono bambini, musicisti e artisti in genere e sono vulnerabili al ferro. Compaiono per la prima volta in Streghe di una notte di mezza estate.
- Igor: Gli Igor non sono una razza ma un clan di persone della regione di Überwald, tutti di nome Igor. Basati sui servitori delle varie versioni di Frankenstein, sono grandi chirurghi e vengono apprezzati come servitori dall'aristocrazia di Überwald e dagli scienziati pazzi. Anche se nascono come persone normali, gli Igor seguono la tradizione del clan eseguendo operazioni chirurgiche su sé stessi e rendendosi deformi. Il primo Igor compare in Carpe Jugulum.
- Nani e troll: I nani, come nel fantasy classico, sono bassi, tarchiati e barbuti, vivono a lungo, scavano miniere e impugnano asce. Le femmine sono indistinguibili dai maschi, anche per i nani stessi (e non solo per persone di altre razze, come i nani di Tolkien). I nani vengono descritti come persone sostanzialmente buone, ma con la tendenza ad ubriacarsi e a lanciarsi a colpi d'ascia contro le ginocchia delle persone gridando "Aaargh!". I nani parlano un linguaggio simile ai nani di Tolkien e, come nella leggenda metropolitana riguardante gli inuit e la neve, hanno centinaia di parole per descrivere diversi tipi di roccia ma nessuna per "roccia". Il pane dei nani è una parodia del pane elfico di Tolkien: duro come la pietra, non va mai a male e permette di sopravvivere per giorni (facendo intuire che tutto il resto è più commestibile); il suo uso principale è come arma. A differenza dei tradizionali troll fatti di carne e ossa e che si trasformano in pietra durante il giorno, i troll del Mondo Disco sono fatti di pietra, ma di giorno diventano lenti e apatici. Questo avviene perché i loro cervelli sono di silicio e, come i computer, risentono del surriscaldamento. I loro denti sono di diamante e si nutrono di rocce. Il loro aspetto e il loro comportamento sono determinati dal materiale di cui sono fatti; un raro troll di diamante è considerato re dei troll. I troll non eccellono nei rapporti sociali: per un troll maschio il corteggiamento consiste nel colpire il troll femmina sulla testa con una bella roccia; in seguito al contatto con altre razze, alcuni troll femmina si sono emancipati e colpiscono loro i maschi con una roccia. Le stesse divinità troll donano amore, saggezza o fortuna tramite un colpo di roccia sulla testa. I nani e i troll sono tradizionalmente in guerra. Il motivo principale sembra essere che i primi non amano che una promettente vena di minerale si alzi e se ne vada, mentre i secondi non amano essere presi a colpi di piccone mentre dormono.
- Non-morti: Tra i non-morti si trovano creature dei film horror e del folklore. Molte creature non tecnicamente non morte si riuniscono sotto questa categoria, frequentando gruppi d'incontro e bar di non-morti. I babau sono manifestazioni delle paure umane, di cui si nutrono. Umoristicamente, i babau credono che i bambini smettano di esistere se nascondono la testa sotto le coperte. In la notte di Babbo Maiale la fatina dei denti si rivela essere il primo babau. Le banshee della mitologia irlandese compaiono nel Mondo Disco, ma possono essere di sesso maschile. Si dividono in due categorie, civilizzati e selvatici. I primi possono percepire la prossima morte delle persone e urlano per avvertirle (ne Il tristo mietitore un banshee con problemi di voce si limita a fare scivolare biglietti sotto la porta). I banshee selvatici invece sono creature aggressive; nel loro caso la morte imminente annunciata dall'urlo del banshee viene causata dal banshee stesso.
- Licantropi e vampiri: I licantropi (lupus sapiens) e i vampiri (nosferatu sanguineus) del Mondo Disco sono basati sulle tradizionali leggende e sono originari di Überwald, l'equivalente nel Mondo Disco della Transilvania dei film horror. Non tutti i licantropi sono lupi mannari, ovvero uomini (o donne) che si trasformano in lupi; alcuni sono lupi che diventano umani, mentre altri sono permanentemente bloccati in una delle due forme. I licantropi che possono trasformarsi sono "costretti" a farlo nei periodi di luna piena, ma per alcuni la trasformazione può avvenire volontariamente. Acqua santa, aglio, paletti di legno e luce del sole sono mortali per i vampiri, riducendoli in cenere. La morte è di rado uno stato permanente per i vampiri, che possono ritornare se viene versato del sangue (anche di animali) sulle loro ceneri. I vampiri si nutrono di sangue, ma anche di animali: il sangue umano è una dipendenza psicologica. Alcuni vampiri, stanchi di vedere folle inferocite con forconi e torce, hanno giurato di non bere mai più sangue umano e a riprova del giuramento indossano un nastro nero. Molti sublimano la dipendenza dal sangue umano sostituendola con altre ossessioni.
- Zombi: Gli zombi sono a tutti gli effetti dei non-morti: persone morte che non hanno smesso di muoversi. Di solito si originano quando hanno compiti più importanti che morire, ma possono anche essere creati dal vudù o, in Il tristo mietitore, dalla mancata disponibilità di Morte.

## Tematiche
I libri parodiano principalmente il genere fantasy classico di Howard e le opere di Tolkien ma attingono anche da Lovecraft, Shakespeare, i miti, il folklore e le fiabe, utilizzandoli talvolta per creare dei paralleli satirici con questioni attuali.

### Eroi
In molti libri i personaggi, o la narrazione, sollevano la questione di quali qualità definiscano l'"eroe" e l'"eroismo".
Alcuni personaggi del Mondo Disco, Scuotivento in testa, sono degli antieroi: proiettati loro malgrado in nuove situazioni, cercano semplicemente di cavarsi fuori dagli impicci; le loro azioni eroiche sono puramente accidentali.
Cohen il barbaro è il prototipo dell'eroe classico. Le qualità di questo modello di eroe, dedito alla violenza fine a sé stessa, vengono messe esplicitamente in discussione da Lord Vetinari in The Last Hero: quando un eroe sconfigge tiranni, ruba oggetti agli dèi, seduce donne o uccide mostri, in realtà uccide, ruba, violenta e stermina delle specie in pericolo. Inoltre, colui che definisce la tirannia del tiranno ucciso o la mostruosità del mostro è lo stesso eroe che, paradossalmente, nell'uccidere una persona la rende meritevole di essere uccisa da un eroe.
Una diversa definizione di eroe viene esposta in Night Watch ed esemplificata da Samuel Vimes in The Fifth Elephant: dopo aver causato la morte del cattivo di turno, Vimes rinuncia ad esprimere ad alta voce una serie di possibili motti di spirito, ritenendo che questi lo renderebbero un assassino al pari del cattivo stesso. Come illustrato da Vimes, gli eroi si differenziano dai cattivi soltanto per avere scelto di seguire un'etica.

### Cattivi
Nel Mondo Disco ci sono relativamente pochi cattivi ricorrenti: per la maggior parte tendono a venire uccisi o comunque messi fuori gioco entro la fine della storia in cui compaiono.
Personaggi come Lord Vetinari sono troppo sfaccettati per essere considerati dei cattivi tout court, mentre le creature lovecraftiane, essendo profondamente amorali, non sono cattive nel senso tradizionale.
Fanno eccezione alle suddette regole due gruppi di cattivi, che svolgono un ruolo preminente in alcune storie e che, a modo loro, rappresentano le "forze del male": i Revisori e gli Elfi.

#### Revisori ed Elfi
I Revisori sono dei burocrati cosmici, che preferirebbero un universo dove gli atomi abbiano elettroni, le rocce orbitino nello spazio e l'immaginazione sia morta. Gli Elfi sono creature antisociali per natura, che cercano di dominare la gente privandola del libero arbitrio tramite il fascino e la magia fallace.
Rappresentano due visioni opposte della realtà, dominate da realismo e determinismo oppure da favole e superstizione. Questi due estremi riflettono un concetto ricorrente nel Mondo Disco e reso esplicito in la notte di Babbo Maiale: anche se le storie che intrecciamo non sono vere, cionondimeno abbiamo bisogno di esse per continuare la nostra esistenza.
Neanche in questo caso, tuttavia, i Revisori o gli Elfi sono dei veri cattivi, poiché le loro azioni causano sofferenza solo accidentalmente: i primi vedono nell'uomo una causa dell'inefficienza dell'universo, mentre i secondi sono totalmente privi di empatia.

#### Tratti ricorrenti
Anche se molti cattivi compaiono in un solo libro, le loro caratteristiche presentano dei tratti comuni ricorrenti. Il più comune di questi è la mancanza di un conflitto interiore, che accomuna invece gli altri personaggi: persino la risoluta Nonnina Weatherwax nasconde in fondo alla propria mente una "porzione oscura" di sé. Queste persone non sono cattive perché la loro metà malvagia abbia vinto la lotta, ma perché tale lotta non c'è mai stata. Ne risultano degli uomini egocentrici, privi di passione o delle più riconoscibili emozioni umane, presentati sotto una luce negativa (più degli Elfi, che sono tali per natura).
Questi umani amorali sono spesso molto intelligenti e sviluppano piani per plasmare la società o il mondo e conformarli alle proprie visioni di come le cose dovrebbero andare.
Molti di essi possono essere descritti come dei sociopatici o, come dice Vimes, uomini pericolosamente sani che non si sentono legati a leggi né a convenzioni.
Pur non interessando i singoli, ma gruppi di persone, la malvagità è talvolta scatenata dall'odio interculturale o razziale, l'ultimo spesso catalizzato dalla presenza congiunta di nani e troll. Questo tema è trattato soprattutto in Thud! e Jingo.

## Merchandising
Mappe
Sono state anche pubblicate quattro "Mapps" (il gioco di parole con "maps", cartine, riprende l'errore ortografico "wizzard", maggo, sul cappello da mago di Scuotivento), le prime due basate su progetti di Pratchett.
- The Streets of Ankh-Morpork (1993)
- The Discworld Mapp (1995)
- A Tourist Guide to Lancre (1998)
- Death's Domain (1999)

Libri scientifici
Pratchett ha anche collaborato con il matematico Ian Stewart e lo scienziato Jack Cohen per scrivere quattro libri, dove il Mondo Disco viene utilizzato a scopi divulgativi. I capitoli di ciascun libro presentano una scena di una breve storia pratchettiana del Mondo Disco, seguita da note sulla scienza ad esso collegata. I libri pubblicati sono:
- The Science of Discworld (1999); trad. it. "La scienza di Mondo Disco" (2010)
- The Science of Discworld II: The Globe (2002)
- The Science of Discworld III: Darwin's Watch (2005)
- The Science of Discworld IV: Judgement Day (2013)

Libri di quiz
David Langford ha preparato due libri di quiz sul Mondo Disco, i cui titoli si basano sui popolari quiz televisivi University Challenge e The Weakest Link
- The Unseen University Challenge (1996)
- The Wyrdest Link (2002)

Diari
In vari anni sono stati pubblicati diari o calendari a tema. In alcuni di essi sono presentati dei personaggi o delle tematiche che vengono sviluppate solo successivamente nei libri.
Giochi
Terry Pratchett e Phil Masters hanno scritto due espansioni al gioco di ruolo GURPS basate sul Mondo Disco, GURPS Discworld e GURPS Discworld Also.
Trevor Turan ha creato il gioco da tavolo Thud. Il gioco di carte Storpio Signor Cipolla (Cripple Mr. Onion) è stato ricavato dai romanzi.
Martin Wallace ha pubblicato nel 2011 il gioco da tavolo Discworld: Ankh-Morpork, nel quale Lord Vetinari è scomparso e i giocatori, che impersonano diverse fazioni, cercano di acquisire il controllo della città.
Altri
Tra le altre pubblicazioni ci sono:
- The Discworld Portfolio (una raccolta di disegni di Paul Kidby)
- The Discworld Companion (una raccolta di informazioni sul Mondo Disco, successivamente aggiornata in The New Discworld Companion)
- Nanny Ogg's Cookbook (ricette, etichetta, linguaggio dei fiori e simili)
- The Art of Discworld (un'altra raccolta di disegni di Paul Kidby)
- The Discworld Almanak (un almanacco sullo stile dei diari)
- Where's My Cow? (un libro illustrato; ad esso si fa riferimento in Thud! e in La corona di ghiaccio)
- The Unseen University Cut Out Book (un set per costruire un modello in cartoncino dell'Università Invisibile)
- The Wit and Wisdom of Discworld (una raccolta di citazioni)
- The Folklore of Discworld (annunciato)

## Trasposizioni in altri media
Audiolibri
La maggior parte dei romanzi di Pratchett è disponibile in inglese anche in forma di audiolibro. Nigel Planer è la voce dei primi 23 tranne il terzo, letto da Celia Imrie, e il nono, letto da Stephen Briggs. Stephen Briggs ha letto anche i libri successivi. Le versioni ridotte sono lette da Tony Robinson.
Fumetti
Sono stati scritti gli adattamenti a fumetti di The Colour of Magic, The Light Fantastic, Mort e Guards! Guards!.
Radio
La BBC ha trasmesso vari adattamenti delle storie del mondo disco, tra cui Wyrd Sisters, Guards! Guards!, The Amazing Maurice and his Educated Rodents, Mort, Small Gods e Night Watch.
Teatro
Sono stati pubblicati gli adattamenti teatrali di 15 romanzi del Mondo Disco, ad opera di Stephen Briggs (salvo Lords and Ladies, ad opera di Irana Brown). Sono stati tutti messi in scena la prima volta dallo Studio Theatre Club di Abingdon, Oxfordshire.
Televisione
- Terry Pratchett's The Colour of Magic, basato su Il colore della magia e La luce fantastica, con David Jason nel ruolo di Scuotivento.
- Terry Pratchett's Hogfather, un adattamento di la notte di Babbo Maiale, con David Jason nel ruolo di Albert.
- Terry Pratchett's Going Postal, prodotto da Sky One
- Lords and Ladies, un adattamento realizzato da fan per la Almost No Budget Films.
- Run Rincewind Run!, una storia originale della Snowgum Films scritta per la Nullus Anxietas, con Troy Larkin nel ruolo di Scuotivento e con la partecipazione di Terry Pratchett.
- La Cosgrove Hall ha prodotto adattamenti di due libri per la televisione, resi disponibili su videocassetta e DVD e ora fuori produzione:
  - Soul Music, con Christopher Lee nel ruolo di Morte, e con Neil Morrissey e Graham Crowden;
  - Wyrd Sisters, con Christopher Lee nel ruolo di Morte, e con Annette Crosbie, June Whitfield, Jane Horrocks e Les Dennis.

Tra gli adattamenti in lavorazione ci sono:
- Troll Bridge: il gruppo australiano Snowgum Films sta attualmente lavorando sulla postproduzione.[14]
- The Wee Free Men: era stato annunciato che Sam Raimi dirigerà quest'adattamento per la Sony Pictures.[15][16]

Nessuno di questi è ancora stato tradotto in italiano.
Videogiochi
Sono usciti i seguenti videogiochi per home computer, console e altre piattaforma basati sul Mondo Disco:
- The Colour of Magic (per ZX Spectrum e Commodore 64)
- Discworld MUD (su Internet)
- Discworld (per PC/DOS, Macintosh, PlayStation e Saturn)
- Discworld II: Presunto Scomparso...!? (per PC/Windows, PC/DOS, PlayStation e Saturn)
- Discworld Noir (per PC/Windows e PlayStation)
- Discworld: The Colour of Magic (per telefono cellulare)